# Eleocharis macbarronii
Eleocharis macbarronii är en halvgräsart som beskrevs av Karen Louise Wilson. Eleocharis macbarronii ingår i släktet småsäv, och familjen halvgräs. Inga underarter finns listade i Catalogue of Life.